# Lepidiota bimaculata
Lepidiota bimaculata är en skalbaggsart som beskrevs av Saunders 1839. Lepidiota bimaculata ingår i släktet Lepidiota och familjen Melolonthidae. Inga underarter finns listade i Catalogue of Life.